# Herbrechtingen
Herbrechtingen is een plaats in de Duitse deelstaat Baden-Württemberg, gelegen in het Landkreis Heidenheim. De stad telt 13.051 inwoners.

## Geografie
Herbrechtingen heeft een oppervlakte van 58,63 km² en ligt in het zuidwesten van Duitsland.

## Delen van Herbrechtingen
- Bolheim
- Anhausen (met Wangenhof)
- Eselsburg
- Hausen ob Lontal
- Bissingen ob Lontal

Dischingen ·
Gerstetten ·
Giengen an der Brenz ·
Heidenheim an der Brenz ·
Herbrechtingen ·
Hermaringen ·
Königsbronn ·
Nattheim ·
Niederstotzingen ·
Sontheim an der Brenz ·
Steinheim am Albuch